# Centre d'accueil de demandeurs d'asile en France
Pour les articles homonymes, voir CADA.
 (mai 2023).
- Si vous ne connaissez pas le sujet, laissez ce bandeau (vous pouvez alors contacter les auteurs).
- Si vous supprimez le contenu mis en cause (vous pouvez préalablement contacter les auteurs),

argumentez précisément cette suppression dans la page de discussion
(un manque de référence n'est pas un argument ; une recherche réelle de référence doit avoir été effectuée, être formellement documentée).

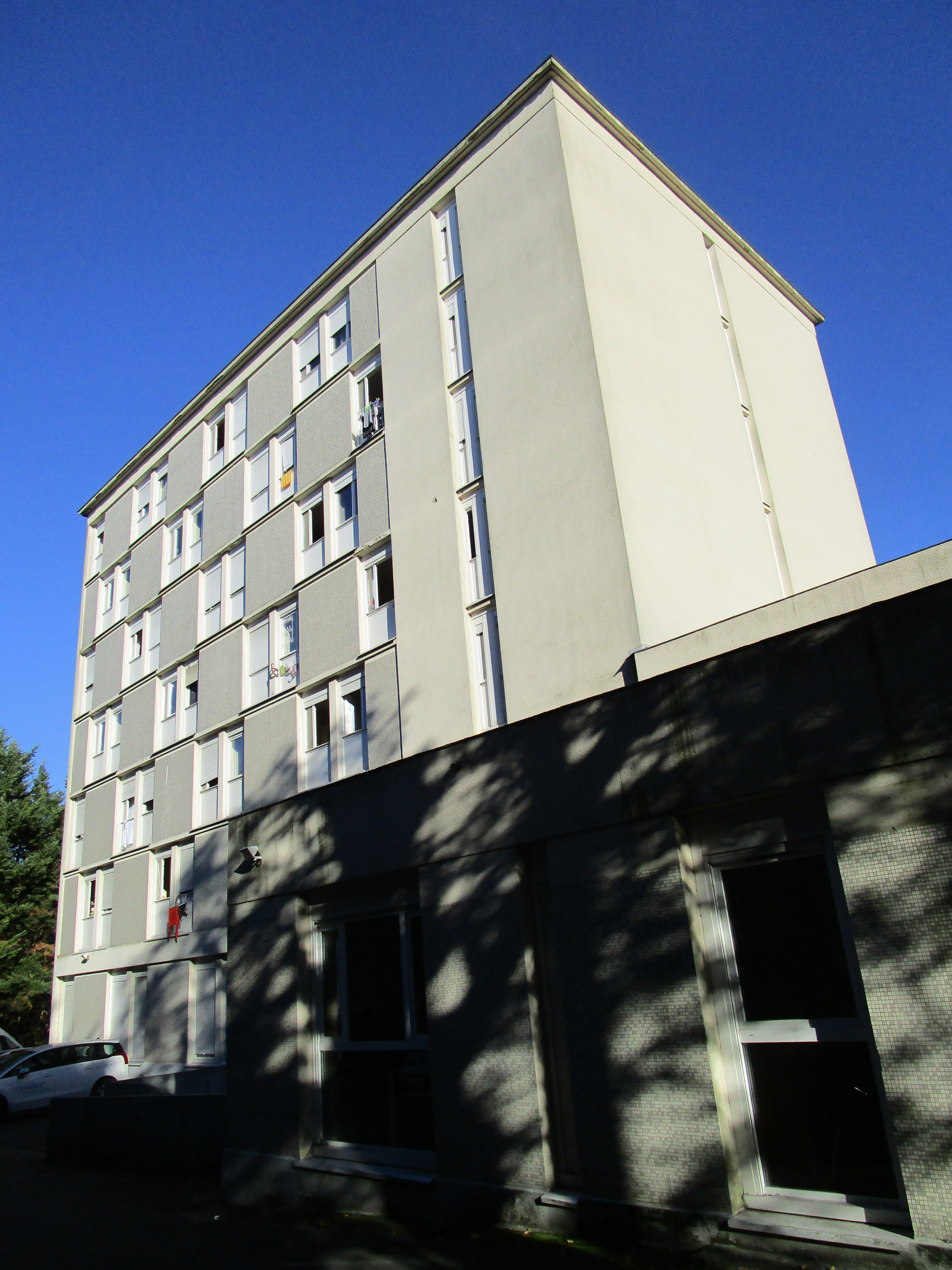
Centre d’hébergement pour demandeurs d'asile et sans-abris à Tours, dans le quartier de la Bergeonnerie.

Un Centre d'accueil de demandeurs d'asile (CADA) est un foyer ou dispositif hôtelier spécialisé pour l’hébergement des demandeurs d’asile durant le temps d’examen de leur demande. Depuis la loi n°2006-911 du 24 juillet 2006 relative à l'immigration et à l'intégration, ils sont retirés de la catégorie CHRS (Centre d'hébergement et de réinsertion sociale). Les CADA constituent désormais une catégorie à part entière d'établissement ou service social ou médico-social (ESMS) à l'article L. 312-1 du code de l'action sociale et des familles (CASF). Les missions et le régime juridique du CADA sont ainsi définis aux articles L. 348-1 et suivants du CASF. Les CADA relèvent de l'action sociale et sont à ce titre financés par l'État à travers les préfectures de région qui en assurent la tarification. Enfin, la gestion est déléguée à une association ou une entreprise choisie au terme d’une procédure d’appel d’offres.

## Historique

### Origines
En 1973, est créé le « dispositif national d'accueil » (DNA) avec les premiers centres provisoires d'hébergement (CPH) pour accueillir notamment les réfugiés chiliens fuyant le coup d'État de Pinochet. En 1975, l'État délègue à l’association France terre d'asile (FTA)  la coordination du dispositif qui concerne également les réfugiés du Sud-Est asiatique (Boat people) et s’élargit aux autres origines. 
Au milieu des années 1980, la capacité de l’ensemble est de 2500 places environ tandis que le nombre de demandeurs d’asile continue d’augmenter et que le taux de rejet des demandes d’asile par l’OFPRA (Office français de protection des réfugiés et apatrides) et la CRR (Commission des recours des réfugiés, désormais remplacée par la CNDA (Cour nationale du droit d'asile) continue de croître de manière exponentielle. Les années 1989 et 1990 amorcent une nouvelle accélération de la dynamique de rejet des exilés : les moyens en personnels de l’OFPRA sont augmentés de manière à raccourcir les délais de traitement des demandes d’asile de quelques années à quelques mois, ce raccourcissement des délais permettra ensuite de justifier l’interdiction de travailler de 1991.

### Tournant de 1991
En 1991, deux circulaires sont promulguées : celle du 26 septembre 1991 qui interdit aux demandeurs d’asile de travailler et celle du 19 décembre 1991 qui réserve aux « réfugiés » statutaires le bénéfice des centres provisoires d’hébergement (CPH) et qui crée pour les nouveaux venus des centres d’accueil pour demandeurs d’asile (CADA). La création des CADA est ainsi étroitement liée à l’interdiction de travailler édictée par une circulaire ministérielle préparée sous l’égide du Premier Ministre socialiste, Michel Rocard, puis promulguée par son successeur également socialiste, Édith Cresson, le 26 septembre 1991. Cette politique, intervenant après la chute du Mur de Berlin et l’afflux d’exilés d’Europe de l’Est, visait à limiter la venue des demandeurs d’asile.
L’un des effets de l’interdiction de travailler (plus exactement opposabilité du marché de l'emploi c'est-à-dire demande d'autorisation étudiée à la lumière du taux de chômage dans le secteur) et de la création connexe des CADA est d’avoir supprimé la relative indépendance financière, basée sur le travail, des demandeurs d’asile ou, pour la grande majorité sans place en CADA, de les avoir transformés en travailleurs clandestins plus facilement exploitables que lorsqu’ils travaillaient légalement. Pour ceux qui sont en CADA, privés de l’allocation d’insertion, ils perçoivent en remplacement l'allocation pour demandeur d'asile (ADA) créée par la loi du 29 juillet 2015 relative à la réforme du droit d'asile. Elle est venue remplacer à compter du 1er novembre 2015 l'allocation temporaire d'attente (ATA) et l'allocation mensuelle de subsistance (AMS). Cette allocation est allouée jusqu'à la décision définitive de la demande d'asile. 
L’augmentation des places de CADA a été présentée dès cette époque comme une contrepartie à l’interdiction de travailler. Cependant, elle n’a jamais permis de prendre en charge tous les demandeurs d’asile : on passe d’environ 2 500 places à la fin des années 1980 à 3 500 places à la fin des années 1990, tandis que le nombre annuel de demandes d’asile nouvelles est de plusieurs dizaines de milliers par an. En 2000, l’État finançait 5 000 places de CADA alors que l’on dénombrait 40 000 demandes d’asile. Dans ce contexte de rareté, le privilège d’une place en CADA (absence de loyer et probabilité plus élevée de réussite à la demande d’asile), devient un enjeu de convoitise pour les exilés et un enjeu de mobilisation pour les militants.

### Professionnalisation associative
L’enjeu des CADA dans l’action publique relative aux demandeurs d'asile et réfugiés devient central au fur et à mesure que les subventions publiques qui leur permettent de fonctionner viennent financer et transformer les associations qui se voient en déléguer la gestion : elles peuvent recruter du personnel dont le rôle se renforce dans l’association, celle-ci devenant dépendante de ces subventions publiques et des conditions politiques de leur octroi. L’argent public est versé au prorata du nombre de demandeurs d’asile hébergés en tenant compte de la spécificité de chaque CADA, du poids historique, des particularités locales, des propositions budgétaires du gestionnaire et de la limitation de la dotation régionale inscrite en loi de finances pour cette action. Les places individuelles sont créées sur initiative de chaque DDASS par une procédure d’appel d’offre départemental. Les associations ou entreprises qui le souhaitent et qui ont une expérience à faire valoir répondent à l’appel et sont sélectionnées par l’État. 
L’augmentation du nombre de places en CADA est demandée régulièrement par les associations gestionnaires relayées par la Coordination Française pour le Droit d’Asile,. Le nombre de places augmente (1998=3 588 ; 1999=3 781 ; 2000=4 756 ; 2001=5 282 ; 2002=10 317 ; 2003=12 480 ; 2004=15 460 ; 2005=17 470 ; 2006=19424) ainsi que le nombre de CADA (1998=61 ; 1999=63 ; 2000=73 ; 2001=83 ; 2002=151 ; 2003=181 ; 2004=222 ; 2005=245 ; 2006=255) mais l’hébergement ne concerne néanmoins pas plus de la moitié de la population totale des demandeurs d’asile. 
Du nombre de places financées dépend le nombre de salariés travaillant dans le secteur selon un ratio compris entre un salarié pour dix demandeurs d’asile hébergés à un salarié pour quinze (décret du 20 juillet 2011). Ce personnel est composé de conseillers en économie sociale et familiale, d'éducateurs spécialisés, d'assistants sociaux et enfin de juristes pour la partie accès à la procédure, ainsi que d'employés administratifs, comptables, gestionnaires et de direction. L’évolution de ce secteur professionnel dans les CADA est similaire à celle  d’un assez vaste ensemble d’activités du secteur social et humanitaire qui représente près de 40 % des emplois sur le marché du travail associatif au terme d’une croissance, durant les années 1980 et surtout 1990, d’autant plus spectaculaire que le reste du marché du travail était stagnant voire décroissant. L’interprétation la plus couramment mise en avant de ce gonflement des emplois associatifs dans le secteur social consiste à le rattacher au mouvement plus général de privatisation des services publics, privatisation qui bénéficie, dans le secteur social, à des associations loi 1901 plutôt qu’à des entreprises commerciales, mais il peut correspondre à une fonctionnalité de "main gauche" de l'État dans la conduite de politiques migratoires de plus en plus répressives.

## Structure

### Missions
D’après la circulaire du 19 août 2011 relative aux missions des centres d’accueil pour demandeurs d’asile, les missions d’un CADA consistent en :
- l’accueil et l’hébergement des demandeurs d’asile – Lors de leur entrée dans le CADA, les demandeurs d’asile et leurs familles signent un contrat de séjour et le règlement intérieur du centre présentés dans leur langue : le non-respect du règlement peut entraîner de sanction voir l'exclusion du centre. Celui-ci prend en charge les frais de logement, d'alimentation, de dépôt de la demande d’asile et de scolarisation des enfants. Il verse une Allocation mensuelle de subsistance (AMS) dont le montant dépend de la composition familiale et du mode de restauration du centre (individuel ou collectif). La durée du séjour est limitée à celle de la procédure devant l’OFPRA et, le cas échéant, devant la CNDA[10].

- l’accompagnement administratif, social et médical – Dès 1991, les CADA se voient confier la mission d’aider les demandeurs d’asile à faire valoir leurs droits : démarches à la Préfecture pour le titre de séjour, information sur la procédure d’asile, constitution du dossier de demande d’asile, préparation aux auditions devant l’OFPRA et la CNDA, établissement des dossiers de sécurité sociale et d’allocations d’insertion, ouverture de compte bancaire, obtention de titres de transport, réalisation des examens de santé obligatoires, etc. Dans certains CADA un juriste est recruté pour l'aide à la procédure d’asile [11],[12].

- la scolarisation des enfants et l’animation du centre - Le CADA est chargé d’aider les familles à accomplir les démarches liées à la scolarisation des enfants à partir de trois ans et jusqu’à seize ans. Il propose des activités diversifiées aux adultes et aux enfants fondées sur le volontariat et facilite l'accès à l’apprentissage du français.

- la gestion de la sortie du centre - Le CADA doit veiller au respect du délai de sortie qui est d’un mois à compter de la notification d'une décision définitive sur la demande de protection internationale. Il ne peut pas prendre en charge les dépenses occasionnées par les déboutés du droit d'asile : l'allocation mensuelle de subsistance (AMS) est suspendue un mois après la notification de rejet de la demande d’asile. La sortie du CADA est un moment difficile pour les intéressés après un séjour prolongé. À cet effet, dès le début et tout au long du séjour, une préparation à la sortie du centre (quelle que soit l’issue de la procédure) est faite[13].

### Organisations
Les types d'associations gérant des CADA sont nombreux et divers : de la petite association de quartier issue d’une mobilisation sociale à la grande entreprise d’hôtellerie sociale comptant des centaines de salariés, en passant par l'association para municipale reflétant une préférence pour la gestion privée des actions de la commune, les référents professionnels du travail social sont très différents. Durant les années 1990, ces associations étaient locales et diversifiées. Le marché s’est ensuite concentré au profit de quelques gros opérateurs nationaux ou régionaux notamment la Adoma, l’AFTAM devenue Coallia, France terre d'asile (FTDA).
Avec 59 CADA d’une capacité totale de 3437 places, Adoma est devenue le premier opérateur public dans ce domaine. Cette grande société parapublique (société d'économie mixte) voyait en effet sa clientèle historique de ses fameux « foyers Sonacotra » - le travailleur migrant célibataire notamment algérien - diminuer par vieillissement et non renouvellement… au risque de menacer le chiffre d’affaires de l’entreprise. 
Avec 41 CADA, Coallia est le deuxième plus important gestionnaire, suivi avec 29 CADA et une capacité totale de plus de 2900 places de France terre d'asile. Adoma et Coallia, traditionnels gestionnaires de foyers pour immigrés se sont repositionnées sur ce marché tandis que France terre d'asile et Forum Réfugiés sont des associations, initialement militantes, devenues également gestionnaires de CADA.

### Types d'hébergement
Deux modalités d'hébergement et d'accueil des demandeurs d'asile sont possibles qui font varier considérablement les modalités de gestion des structures correspondantes : 
- L'hébergement collectif – Ce type d’hébergement permet au service social d’être sur le lieu de vie des hébergés et ainsi de les voir plus souvent, même pour des questions anodines. Il rend possible dans certains foyers la gestion d'une restauration sur place de type self-service ainsi que l'animation de soirées et l'impulsion de dispositifs d'échanges entre résidents. Cela permet de réduire les risques d'isolement des exilés mais contraint aussi à une vie en collectivité parfois difficile[15].

- L'hébergement diffus – Ce type d'hébergement dissocie le lieu de résidence et les lieux de soutien social[16] : les ateliers, les rencontres avec les travailleurs sociaux, les animations... ont lieu dans des locaux divers et distincts du ou des immeubles dans le(s)quel(s) habitent les demandeurs d'asile. Quand il s'agit de studios ou appartements dispersés dans divers immeubles, l'avantage tient au maintien de l'autonomie, au respect de la vie privée, un processus identitaire plus profitable à la famille, une meilleure intégration et un meilleur rapport avec l’environnement social extérieur. Mais les risques d'isolement sont plus élevés ainsi que les difficultés pour repérer les cas de détresse[17].

## Politiques publiques
L'État augmente de manière continue et jusqu'à des niveaux sans précédent historique le nombre de places d'accueil dans les CADA durant deux décennies (1989-2009). Cette politique publique, parallèle à la radicalisation des politiques antimigratoires, a deux principaux effets sur le secteur associatif gestionnaire des CADA : un mouvement de professionnalisation et une transformation des fonctions sociales.

### Transformation des associations militantes
La professionnalisation associative liée à l'augmentation des subventions publiques destinées au financement des places de CADA concerne non pas les entreprises commerciales (Sonacotra-Adoma) ou associations professionnelles dès l'origine (AFTAM) mais les associations originellement militantes changeant de nature par l'effet de cette politique publique : Forum Réfugiés qui passe de moins d’une dizaine de salariés à la fin des années 1980 à près de 110 vingt ans plus tard ;  France terre d'asile voit également ses effectifs multipliés par dix durant le même temps, d’environ 40 à plus de 400. Cette croissance salariale modifie les caractéristiques sociologiques de ces organisations.
- Croissance du salariat, décroissance du bénévolat – La professionnalisation se traduit simultanément par l'augmentation progressive du nombre de salariés et la diminution concomitante et parallèle du nombre de militants bénévoles œuvrant pour les associations concernées. Dans les structures se professionnalisant, le bénévole voit son rôle symboliquement dévalorisé et fonctionnellement marginalisé. Cette double évolution en ciseaux conduit à une inversion des rapports de forces politiques entre les salariés et les adhérents de l'association loi de 1901. Les instances représentatives des adhérents, l’Assemblée Générale et le Conseil d’Administration voire en son sein le Bureau perdent de leur influence face au pouvoir des cadres salariés de la structure.

- Évolution des revendications exprimées par ces associations – Au fur et à mesure de cette évolution financière et organisationnelle, les associations concernées tendent à focaliser leurs actions de communication publique sur l'augmentation du nombre de places en CADA[20] dont dépendent leurs budgets respectifs et à délaisser notamment la revendication du droit des demandeurs d'asile à travailler comme cela se passait avant les circulaires de 1991. De même, ces associations, astreintes par les conditions d'obtention des financements publics, interviennent essentiellement dans l'accès à la procédure d'asile mais s'abstiennent de se mobiliser pour améliorer le sort des déboutés du droit d'asile, qui sont alors en situation irrégulière.

- Modification du champ des mobilisations associatives - L’activité en centre d’accueil de demandeurs d’asile (CADA) conduit les travailleurs sociaux à intérioriser les raisonnements des administrations et des juridictions. Or l’augmentation du nombre de CADA sur l’ensemble du territoire français décuple les effets idéologiques du phénomène : près de deux mille salariés, maillent le territoire et le secteur d’action publique. Les associations dont la communication publique est la plus développée, pèsent en outre sur le champ des mobilisations sociales de soutiens aux exilés en y défendant les logiques étatiques et en clivant le milieu des solidarités, affaiblissant de ces deux manières sa capacité à résister contre des politiques dont les finalités antimigratoires se sont parallèlement radicalisées[21].

### Utilisation  sécuritaire du travail social
La loi n°2006-911 du 24 juillet 2006 relative à l’immigration et à l’intégration, prévoit en son article 95 l’introduction d’un nouveau chapitre du Code de l’action sociale et des familles (Livre III, Titre IV, Chapitre VIII) relative aux CADA et comportant notamment la création d’un système informatique centralisé, géré par l’ANAEM, de fichages des demandeurs d’asile et de suivi des mouvements d’entrées et sorties de CADA. Le même article fait obligation aux gestionnaires de CADA de transmettre à l’autorité de tutelle l’ensemble des informations relatives aux demandeurs d’asiles.
Renseignée obligatoirement par les gestionnaires de CADA, cette base de données est officiellement destinée à assurer une gestion plus efficace du dispositif national d’accueil, une meilleure concordance des besoins et des disponibilités de places d’accueil. Cependant, consultable par les DDASS, elle l’est aussi par leurs supérieurs, les préfets, à qui ce système fournira une information instantanée sur la localisation des personnes ayant épuisé leurs moyens de recours juridictionnels et susceptibles d’être arrêtées pour être expulsées. Les deux usages possibles de ce système informatique, son usage « social » et son usage « policier », sont donc susceptibles de coexister. À cet égard le récent décret n° 2007-399 du 23 mars 2007 relatif aux centres d’accueil pour demandeurs d’asile, en modifiant l’article R. 314-157 du Code de l’action sociale et des familles par insertion d’une obligation faite aux CADA de transmettre l’information dans le délai d’un mois (contre trois pour les centres d’hébergement et de réinsertion sociale) met l’accent sur la rapidité de transmission pour des motifs qui peuvent être sociaux, gestionnaires et sécuritaires.